# کامکارها
گروه کامکارها یکی از گروه‌های موسیقی کردی ایران است. از این گروه با عنوان «بزرگترین گروه موسیقی خانوادگی ایران» یاد شده‌است.

## تاریخچه گروه
گروه موسیقی کامکارها در سال ۱۳۴۴ در سنندج، به عنوان گروهی خانوادگی به سرپرستی حسن کامکار (ویلن) و عضویت هوشنگ (آکاردئون)، بیژن (خواننده)، پشنگ (سنتور)، قشنگ (خواننده و ویلن) و ارژنگ (تمبک) تشکیل شد. از سال ۱۳۵۰ برخی از این افراد برای فراگیری موسیقی آکادمیک به تهران آمده و در دانشکده هنرهای زیبا به تحصیل مشغول شدند. پس از چندی کامکارها، تحت سرپرستی محمدرضا لطفی، حسین علیزاده و پرویز مشکاتیان، به همراه تنی چند از دیگر هنرمندان، به عضویت گروه‌های شیدا و عارف درآمدند. این دو گروه کنسرتهای موفّقیّت آمیزی را با خوانندگی محمدرضا شجریان و شهرام ناظری به اجرا گذاشتند. بعضی از افراد این گروه سابقهٔ عضویت در گروه موسیقی چاووش را دارند.
مدیریت هنری گروه کامکارها بر عهدهٔ «هوشنگ کامکار» است.

## فعالیت‌ها
اوّلین کنسرت‌های رسمی این خانواده با نام «گروه کامکارها» پس از فتوای آزادی موسیقی توسط خمینی در سال ۱۳۶۷ در مجموعه آزادی و تالار وحدت اجرا شد که شامل موسیقی سنتی ایرانی، تکنوازی سنتور اردوان و موسیقی کردی بود. در سال ۱۳۶۸ امید لطفی، فرزند قشنگ و محمدرضا لطفی، به گروه پیوست و نوازندگی تار گروه را به عهده گرفت. این گروه کنسرت‌های متعددی در داخل و خارج از کشور اجرا نموده‌است.

### جوایز و افتخارات
- این گروه در تاریخ ۲۰ آذر سال ۱۳۸۲ کنسرتی به مناسبت اعطای جایزه صلح نوبل به شیرین عبادی در اسلو پایتخت کشور نروژ برگزار کرد.[۱۴]
- زندگی و آثار گروه کامکارها در فیلم مستند ۹۰ دقیقه‌ای به کارگردانی محمدرضا عینی به تصویر کشیده شده‌است.[۱۵]
- در مهر ۱۳۸۶ در جشن خانه موسیقی ایران، گروه کامکارها با اهداء جایزه و لوح تقدیر مورد تجلیل قرار گرفتند.[۱۶]
- گروه کامکارها در شهریور ۱۳۹۷ در نخستین فستیوال موسیقی «ققنوس» مورد تقدیر قرار گرفتند.[۱۷]